# San Siro Stadio (metropolitana di Milano)
San Siro Stadio è una stazione della linea M5 della metropolitana di Milano.

## Storia
I lavori per la costruzione della stazione iniziarono nel novembre 2010; è stata inoltre una delle due stazioni della seconda tratta da cui sono state calate le TBM per la costruzione dei tunnel.
La stazione è stata inaugurata il 29 aprile 2015 come capolinea meridionale della linea, in sostituzione di Garibaldi FS.

## Strutture ed impianti
San Siro Stadio è una stazione sotterranea con due binari e due banchine laterali che, come in tutte le altre stazioni della M5, sono dotate di porte di banchina. Essendo sita in prossimità dello stadio Giuseppe Meazza, impianto sportivo che ospita le partite di calcio interne delle due squadre cittadine, l'Inter ed il Milan, ed eventi vari di importanza internazionale, la stazione è stata progettata per accogliere elevati flussi di persone. Per questo motivo, oltre alle normali uscite, è presente anche un ingresso di grandi dimensioni dotato di tornelli a tutta altezza, necessari alla regolazione dei flussi provenienti dallo stadio, che vengono messi in funzione solo durante gli eventi e permettono l'ingresso di un massimo di 500 persone ogni tre minuti, bloccando gli accessi quando viene superata tale soglia e riaprendoli solo dopo che le banchine si sono svuotate a seguito dell'arrivo dei treni, evitando così il sovraffollamento.

## Servizi
La stazione è, come tutte le altre della linea, accessibile ai portatori di handicap grazie alla presenza di ascensori, sia a livello stradale sia all'interno della stazione stessa. Sono inoltre presenti indicatori per i tempi d'attesa nelle banchine e l'intera stazione è sotto video sorveglianza.
La stazione dispone di:
- Accessibilità per portatori di handicap
- Ascensori
- Scale mobili
- Emettitrice automatica biglietti
- Servizi igienici
- Stazione video sorvegliata

## Interscambi
Oltre a essere capolinea tranviario, la stazione è servita da diverse autolinee urbane e interurbane gestite da ATM.
- Fermata tram (San Siro Stadio M5, linea 16)
- Fermata autobus

## Galleria d'immagini

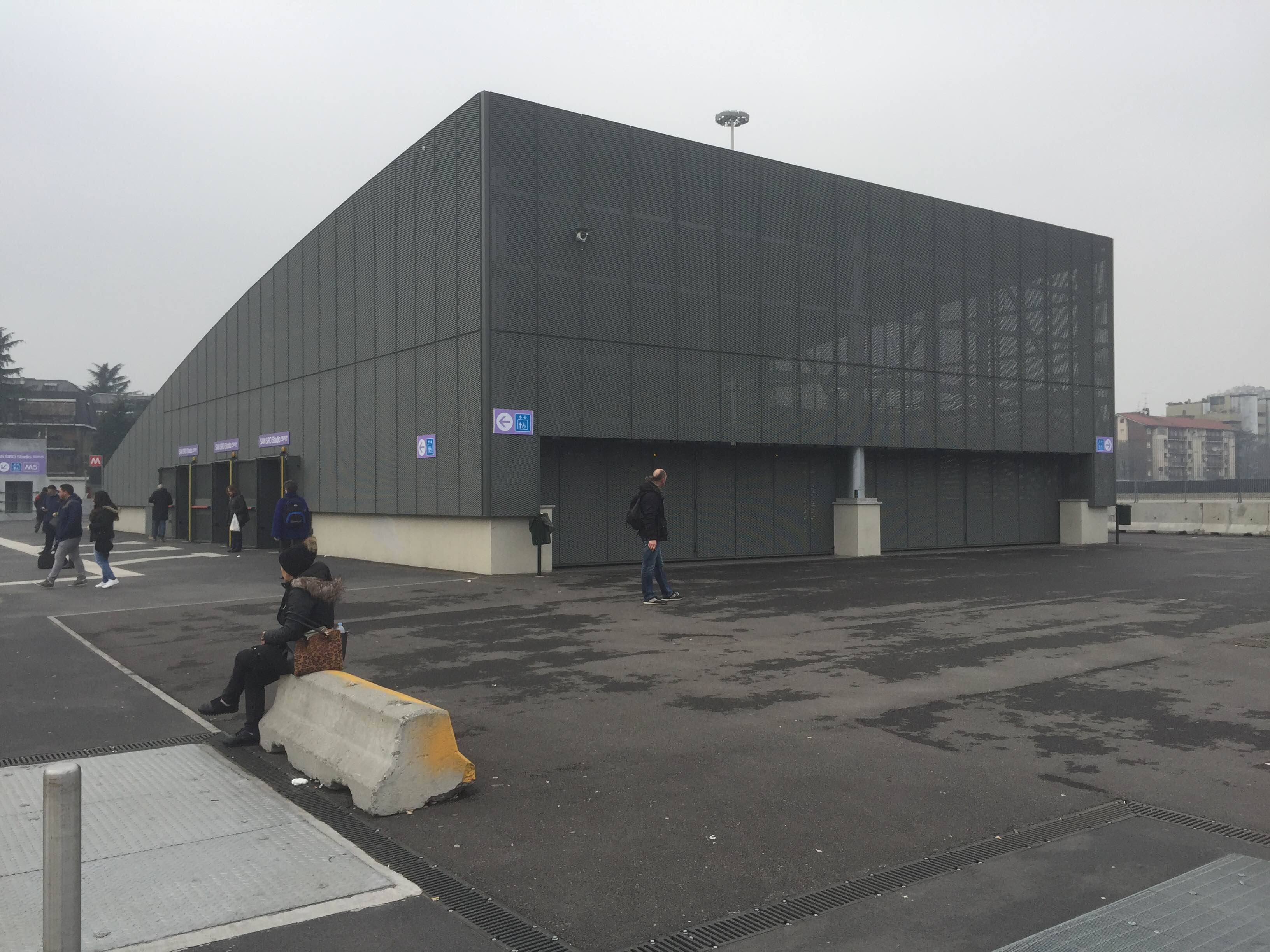
L'ingresso di grandi dimensioni
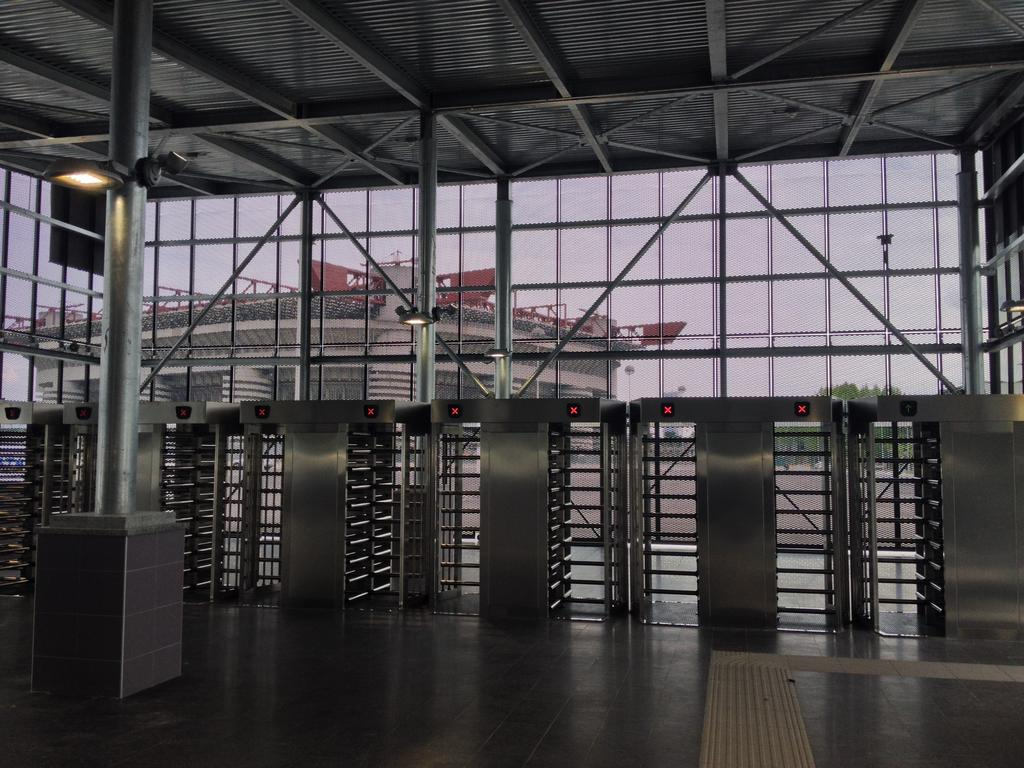
lo stadio Giuseppe Meazza visto dall'uscita
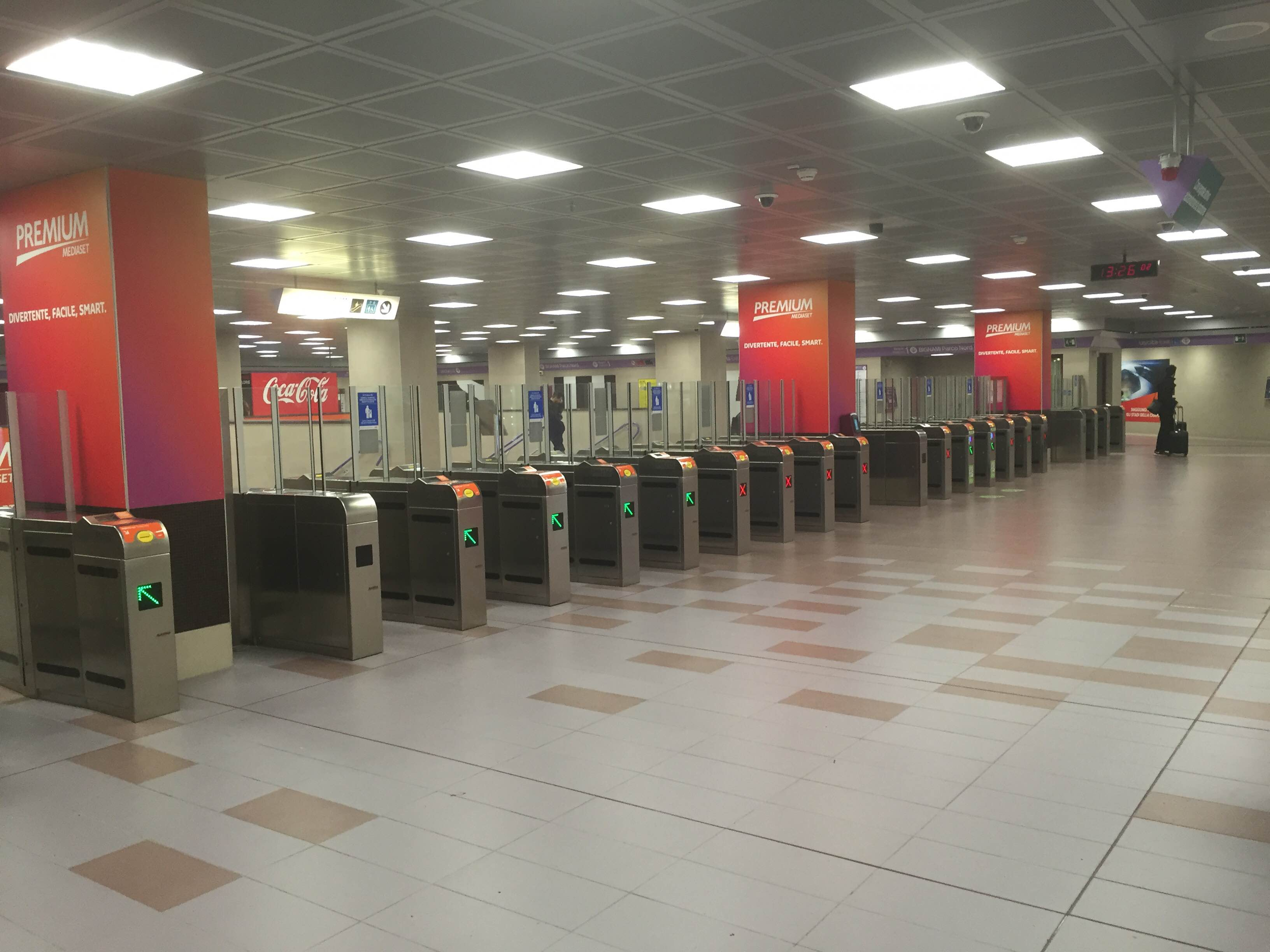
Il mezzanino della stazione